# Glattbach (Bajorország)
Glattbach település Németországban, azon belül Bajorországban. Lakosainak száma 3420 fő (2023. december 31.). Glattbach Goldbach (Unterfranken), Aschaffenburg és Johannesberg községekkel határos.

## Népesség
A település népessége az elmúlt években az alábbi módon változott:
| Lakosok száma | 647  | 1793 | 2913 | 3255 | 3345 | 3314 | 3295 | 3324 | 3344 | 3420 |
|               | 1875 | 1950 | 1975 | 2010 | 2012 | 2013 | 2015 | 2017 | 2021 | 2023 |